# (155438) Velásquez
(155438) Velásquez est un astéroïde de la ceinture principale.

## Description
(155438) Velásquez est un astéroïde de la ceinture principale. Il fut découvert le 18 février 1998 à l'observatoire Kleť par l'observatoire Kleť. Il présente une orbite caractérisée par un demi-grand axe de 2,58 UA, une excentricité de 0,21 et une inclinaison de 4,4° par rapport à l'écliptique.

## Compléments